# 클럽 닌텐도
클럽 닌텐도(Club Nintendo)는 닌텐도가 제공한 마일리지 서비스였다. 2002년 5월 유럽 지역에서 처음 실시됐으며 이후 전세계로 제공지역을 확장했다. 닌텐도의 공식 제품을 구입한 소비자의 행태에 따라 보상을 제공하는 무료 프로그램이었다. 클럽 닌텐도의 회원은 닌텐도 제품과 함께 제공되는 코드를 입력해 크레딧을 획득해 클럽 닌텐도 한정판매상품들을 구입할 수 있었다. 판매상품으로 놀이패, 가방, 컨트롤러, 다운로드용 소프트웨어와 닌텐도 제품 보증연장이 있었다.
2015년 1월 20일에 닌텐도는 클럽 닌텐도를 종료하겠다고 예고했으며 북미 지역에서는 2015년 6월 30일, 그 외 지역에선 같은 해 9월 30일 공식적으로 중단했다. 이후 클럽 닌텐도의 후신 마이 닌텐도가 2016년 3월 17일 일본에서 시작해 Wii U, 닌텐도 3DS와 닌텐도 스위치로 운영됐다.

## 운영 정보
2002년 5월 3일, 유럽에서 게임큐브 발매와 함께 클럽 닌텐도가 '닌텐도 VIP 24:7'라는 제목으로 처음 운영됐다. Wii 발매를 기점으로 다른 지역과 같은 클럽 닌텐도로 이름을 변경했다.